# Funeral (Хор)
«Funeral» (рус. Похороны) — двадцать первый эпизод второго сезона американского музыкального телесериала «Хор», показанный телеканалом Fox 17 мая 2011 года. В эпизоде умирает сестра Сью Сильвестр, Джин, страдавшая синдромом Дауна. Уилл Шустер и хор помогают ей в организации похорон, а Джесси Сент-Джеймс, руководствуясь своим опытом, пытается подобрать для хора наилучший сет-лист к национальным соревнованиям. В серии прозвучали кавер-версии шести песен, в том числе «Pure Imagination» из фильма «Вилли Вонка и шоколадная фабрика»; три из шести песен попали в чарт Billboard Hot 100 и вошли в альбом Glee: The Music, Volume 6.

## Сюжет
Руководитель хора Уилл Шустер (Мэтью Моррисон) нанимает Джесси Сент-Джеймса (Джонатан Грофф) для помощи в составлении сет-листа к национальным соревнования на будущей неделе, руководствуясь его опытом в качестве солиста «Вокального адреналина». Джесси пользуется стратегией «Вокального адреналина», где выбирают лучшего солиста, и остальные ориентируются на него. Он устраивает прослушивание, в котором принимают участие Сантана Лопес (Ная Ривера), Рейчел Берри (Лиа Мишель), Мерседес Джонс (Эмбер Райли) и Курт Хаммел (Крис Колфер). Джесси резко критикует выступления Сантаны и Мерседес и отдаёт должное своей бывшей девушке Рейчел. Когда он выбирает Рейчел победителем, это становится причиной недовольства остальных и грозит очередным развалом коллектива. Шустер решает игнорировать советы Джесси и воспользоваться тем, что принесло им победу на региональных соревнованиях: написать собственные песни.
Сью Сильвестр (Джейн Линч) узнаёт о смерти своей сестры Джин (Робин Троки), что выбивает её из колеи. Пытаясь отвлечься, она решает сорвать хору поездку в Нью-Йорк и перебронирует их билеты на Триполи вместо Нью-Йорка, а также выгоняет Бекки (Лоурен Поттер) из команды черлидеров. Когда хор узнаёт о смерти Джин, Финн (Кори Монтейт) и Курт с позволения Сью организовывают похороны. Она просит хористов прийти на похороны, в противном случае на них не придёт никто. Собирая вещи Джин, Финн и Курт узнают, что её любимый фильм — «Вилли Вонка и шоколадная фабрика», и решают организовать похороны, вдохновлённые этим фильмом. Читая речь на похоронах, Сью от переизбытка эмоций не может её закончить, и за неё это делает Уилл Шустер. Хор поёт «Pure Imagination». Сью в знак благодарности говорит Уиллу, что он хороший друг, в отличие от неё; она рассказывает, что перебронировала их билеты и отныне обещает закончить с попытками закрыть хоровой кружок. Она объявляет, что вместо этого будет баллотироваться в конгресс США и впервые желает удачи Уиллу. Вернувшись в школу, она извиняется перед Бекки, возвращает её в команду и говорит, что она будет капитаном черлидеров. В качестве примирения Сью обнимает Бекки, которая, как и Джин, страдает синдромом Дауна.
После похорон Финн понимает, что не хочет быть с Куинн (Дианна Агрон) и всё ещё чувствует симпатию к Рейчел. Куинн говорит, что Финн разрушил её «больше планы» относительно Нью-Йорка, однако не уточняет, какие; Финн намеревается признаться в любви Рейчел, однако уходит, когда видит её с Джесси во время поцелуя на сцене. Бывшая жена Уилла Терри (Джессалин Гилсиг), которая помогала Сью с бронью билетов для хора, говорит ему, что ей удалось выбить из авиакомпании билеты в качестве пожертвования хору, и потому они могут отправляться на национальные. Она прощается с Уиллом и сообщает, что покидает Лайму и переезжает в Майами, чтобы начать жизнь заново.

## Реакция
Эпизод «Funeral» получил смешанную реакцию критиков, уступив в этом плане предыдущему эпизоду, «Prom Queen», который был оценён положительно. Большинство негативных отзывов связаны с сюжетной линией, названной «слабой» и «недостоверной». Алана Ди из Poptimal назвала эпизод «обломом», раскритиковав сюжетный поворот со смертью Джин Сильвестр, однако оценила игру Джейн Линч. Сандра Гонсалес из Entertainment Weekly охарактеризовала серию как «странную», которую было «неловко смотреть», в частности, наблюдать страдания Сью Сильвестр. Она также негативно отозвалась о сюжетной линии с Джесси Сент-Джеймсом, назвав его Джесси Сент-Джерк (англ. jerk, рус. тупица). Тодд ВанДерВерфф из The A.V. Club дал эпизоду оценку «С», отметив, что эпизод похорон был доставляющим, однако, «убив» Джин, создатели расписались в своей беспомощности и отсутствии идей для персонажа Линч, также для Гроффа и его персонажа Джесси, с которым, по мнению ВанДерВерфаа, создатели просто не знали, что делать.
Однако присутствовали и положительные отзывы. Роберт Каннинг из IGN дал серии 8,5 баллов из 10 возможных, высоко оценив игру Джейн Линч, эмоциональную сцену похорон, а сюжет с Джесси назвав «удачным отклонением от горя утраты». Крис О’Хара из TV Fanatic назвал серию образцовой для Сью Сильвестр и одной из лучших ролей Джейн Линч за весь сериал. Он также похвалил сцену с Терри, отметив, что «Джессалин Гилсиг была великолепна». Несмотря на негативную оценку, ВанДерВерфф оценил «слёзы Линч» и посчитал внушительной игру Мэтью Моррисона.